# Липовецький повіт
Липовецький повіт — адміністративно-територіальна одиниця Київської губернії Російської імперії утворений у 1795 році. Повітовий центр — місто Липовець.
Повіт займав південно-західний кут губернії. На заході і півдні межував відповідно з Брацлавським і Гайсинським повітами Подільської губернії, на південному сході з Уманським, на сході з Таращанським, на півночі з Бердичівським повітами Київської губернії. Площа повіту становила 264 646 десятин (2 891 км²) — це був найменший за площею та населеннями повіт у всій губернії. Повітове місто також мало найменше населення серед повітових міст губернії.
Згідно з переписом населення Російської імперії 1897 року в повіті проживало 211 825 чоловік. З них 81,99 % — українці, 14,99 % — євреї, 1,09 % — росіяни, 1,87 % — поляки.
Повіт поділявся на 16 волостей, мав 172 сільські общини, 310 населених пунктів.

## Маршалки шляхти
Виборними маршалками шляхти Липовецького повіту були:
- граф Нарциз Красицький
- Олександр Кужальський
- Юрій Подоський
- Марк Сарнецький
- Володислав Рогозинський